# Евдор Александрійський
Евдо́р (I ст. до н. е.) — давньогрецький філософ та письменник, представник середнього платонізму.

## Життєпис
Народився в Александрії Єгипетській. Розквіт творчості припадає на 50-40-і роки до н. е. Про його життя практично немає відомостей.
Був учнем Антіоха з Аскалону. Він спробував розвинути вчення Платона з точки зору піфагорійців. Евдор сформулював телеологічний принцип платонізму — «наскільки можливо стати подібним Богу». Його метафізика — це поєднання ідей Піфагора, Платона, стоїків.
Водночас Евдор відомий також своїми коментарями до праць Платона, Аристотеля, піфагорійців. Крім того він написав велику працю — «Загальну енциклопедію філософії», де йдеться про всі вчення відомі на той час.
До того ж є згадки також про працю з географії «Про Ніл», яку згадує Страбон.